# 7614 Masatomi
7614 Masatomi eller 1996 EA är en asteroid i huvudbältet som upptäcktes den 2 mars 1996 av den japanska astronomen Takao Kobayashi vid Ōizumi-observatoriet. Den är uppkallad efter Masatomi Urata.
Asteroiden har en diameter på ungefär 5 kilometer.